# Едисан

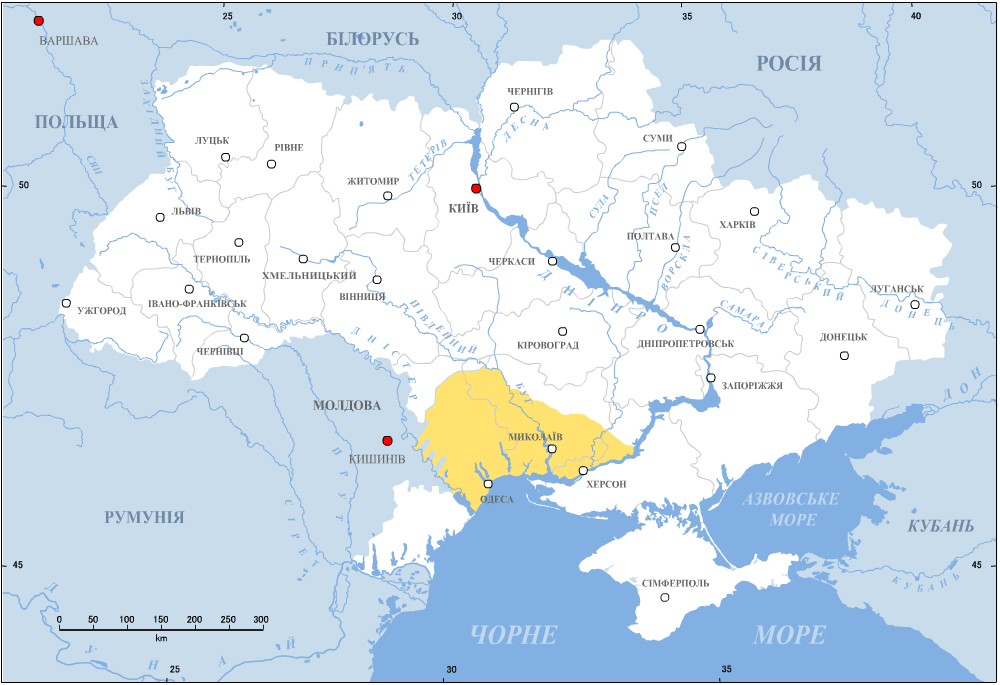
Территория Едисана в XVIII веке

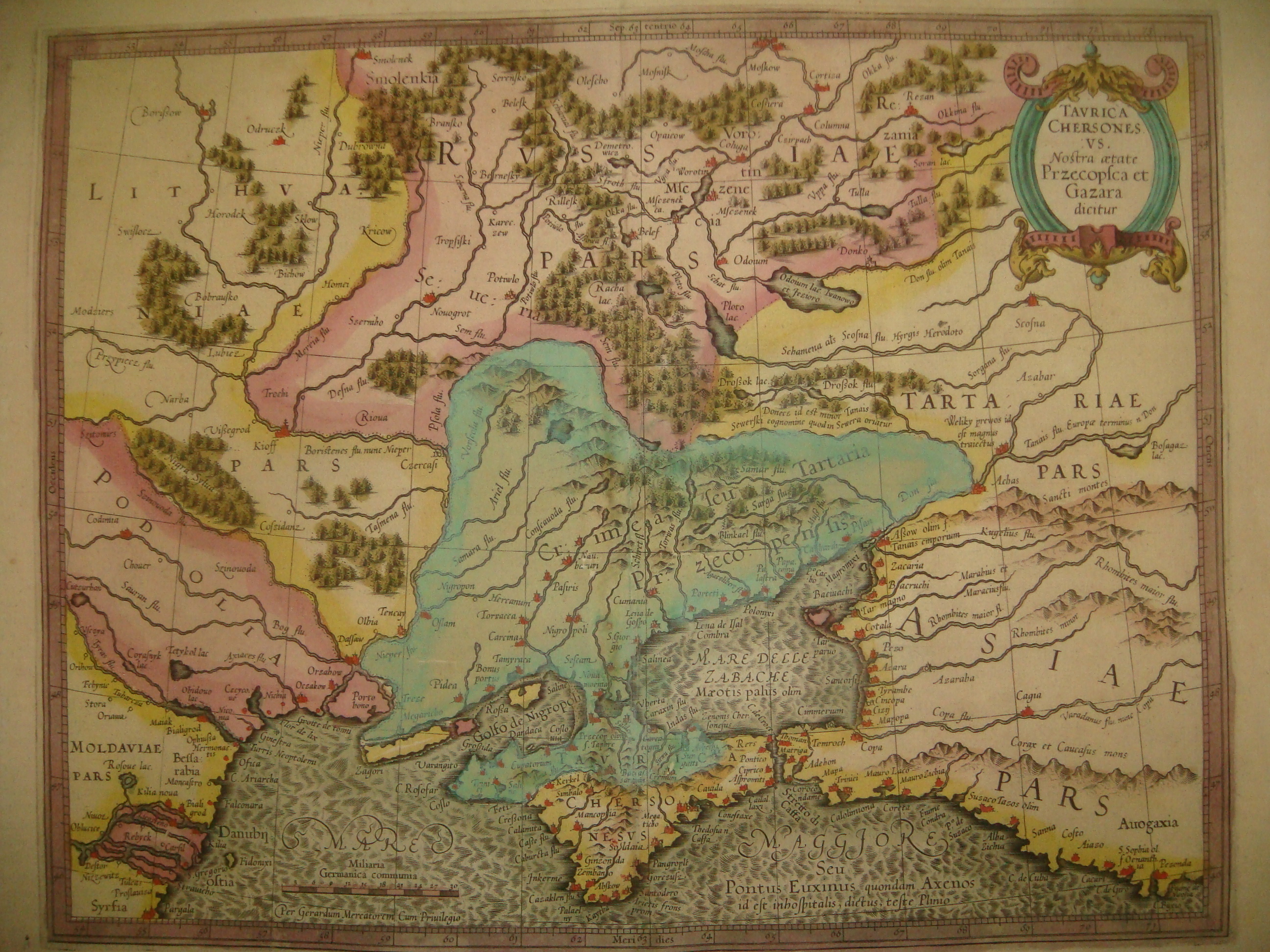
Херсонес Таврический, 1613 г.

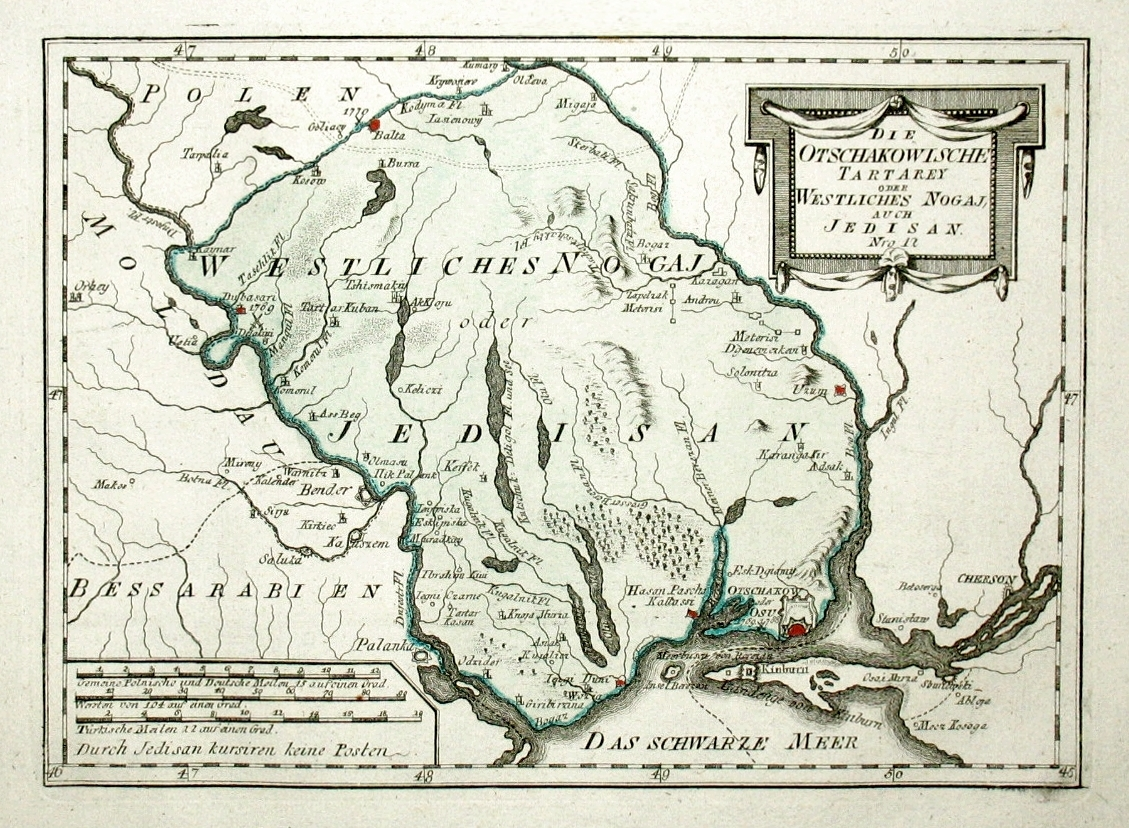
Карта, изданная в Вене около 1790 года с границами Едисанской орды

Едисан (тур. Yedisan) — историческая область современного юга Украины в междуречье Днестра и Днепра. На западе граничила с Буджаком, на севере — с Речью Посполитой (по реке Кодыма), на востоке с землями Запорожской сечи, и входила в состав Османской империи (Силистрийский пашалык).

## История

### Формирование орды
Едисанская орда сформировалась как часть Малой Ногайской Орды в степях между Волгой и Яиком, и находилась в союзе с калмыками в начале XVIII века. Но в 1715 году калга-султан кубанских ногаев, Бахти — Герай, в ходе набега на калмыков, увёл едисанцев, вместе с джембойлуками, с низовий Волги на Кубань, чтобы усилить свои войска. Из-за продолжавшихся конфликтов Крымского ханства с Бахти-Гераем и калмыцкими тайшами, уже турки в 1728 году переселили Едисанскую и Джембойлукскую Орды с Кубани — в исторические области северного Причерноморья, носящие их имя. Крымские наместники в орде носили титул сераскир (иногда каймакам).
Исторические центры региона — турецкие крепости Хаджибей, Ени-Дунья, Очаков, Томбасар (современный г. Дубоссары в Приднестровье). Сами ногайцы городов не строили, а вели кочевой образ жизни, живя в юртах. Основные занятия — кочевое скотоводство, а также набеги на соседние территории Украины и Дунайских княжеств, с целью захвата добычи и рабов для перепродажи.
В ходе русско-турецкой войны 1768—1774 годов, в 1770 году Едисанская орда численностью в 8 тысяч человек, со всеми их султанами, мурзами и старшинами, принимает российское подданство и в 1771 году откочёвывает на Кубань. Однако, уже по Кючук-Кайнарджийскому договору 1774 года получает независимость — и снова становится вассалом Крымского ханства, часть едисанцев возвращается к Очакову.
Наиболее известны едисанские мурзы Джан-Мамбет-бей, Джаум-Аджи и Баязет-бей, последний правитель едисанских ногаев.

### Присоединение к России
Восточная часть Едисана, расположенная между реками Южный Буг и Днепр, была присоединена к России в 1774 году, по итогам Кючук-Кайнарджийского договора. В 1783 году, после присоединения Крыма к России, Екатерина II издала манифест, упразднявший государственность причерноморских орд, а им самим предписывалось переселиться из кубанских степей в Зауралье. Среди едисанцев, откочевавших на Кубань, вспыхнуло восстание, которое было жестоко подавлено Суворовым. В 1790 г. большинство едисанцев, по распоряжению Г. А. Потёмкина, переселили в Приазовье, в междуречье Молочных Вод и Берды, небольшая часть ушла к Буджакской орде, просуществовавшей до 1806 года. Земли Едисана были официально присоединены к России по итогам Ясского мирного договора (1791 г.) между Россией и Османской империей, завершившего Русско-турецкую войну 1787—1791 годов. После Крымской войны 1853-56 годов, ногайцев обвинили в симпатиях к Турции. В результате кампании по их выселению из России, к 1860 году жившие в Приазовье потомки едисанских ногайцев почти поголовно эмигрировали в Турцию. Таврические степи лишились остатков кочевого населения.
Территория бывшего Едисана вошла в состав Екатеринославского наместничества (1783—1795), Вознесенского наместничества (1795—1796), Новороссийской губернии (1796—1802), Николаевской губернии (1802—1803) и Херсонской губернии (с 1803 г.) Российской империи.
Сейчас это территория Одесской, Николаевской и Херсонской областей Украины, а также территория Приднестровской Республики. Города Геническ (Геничи), Приморск (Ногайск), Бердянск (Берды) — выросли на месте бывших поселений ногайцев, переселённых в Приазовье. Современное их население многоэтнично.

## В литературе
В 2019 году вышел перевод на русский язык отрывков дневника 1843 года Юзефа Игнация Крашевского, польского писателя, общественно-политического деятеля, журналиста, действительного члена Одесского общества истории и древностей, под названием «Воспоминания об Одессе, Едисане и Буджаке». Летом 1843 года Юзеф Крашевский побывал в Одессе и перед этим детально изучил литературу того периода по истории Одессы и края.

Из дневника: 
Приветствую тебя берег, когда-то греками колонизированный, известный со времён Ольгерда и Витольда. Завоёванный ими некогда, а их потомками утраченный. На степях которого паслись долгие годы татарские табуны лошадей, овец и верблюдов, где долго не было жизни, не разносился иной возглас, как «Аллах!» ногайцев и турок, крик боевой едисанцев и скрип татарских арб. Приветствую тебя, бывшая вотчина Язловецких. Земля сегодня целому краю, не только лишь одному принадлежащая роду. Целым провинциям дающая движение, жизнь, торговлю, деньги. Приветствую тебя земля, протоптанная сарматами, скифами, даками, греками, татарами, генуэзцами, поляками, турками, шведами, русскими, немцами, по которой осуществляли свои набеги татары на наши плодородные провинции с огнём и мечом. Через которую побеждённый, но не взятый в плен, убегал через Бендеры Карл XII
 (Перевод с польского - Стелла Михайлова Одесса, 2019 год).